# Björnbergskogen
Björnbergskogen är ett naturreservat i Sollefteå kommun i Västernorrlands län.
Området är naturskyddat sedan 2016 och är 68 hektar stort. Reservatet omfattar berget Björnberget och dess norra och östra sluttningar med Leamyrbäcken i norr. Reservatet består grandominerad barrskog  med sumpskog kring bäcken.